# Slowenische Fußballnationalmannschaft (U-19-Junioren)
Die slowenische Fußballnationalmannschaft der U-19-Junioren ist die Auswahl slowenischer Fußballspieler der Altersklasse U-19. Sie repräsentiert die Nogometna zveza Slovenije auf internationaler Ebene, beispielsweise in Freundschaftsspielen gegen die Auswahlmannschaften anderer nationaler Verbände, aber auch bei der seit 2002 in dieser Altersklasse ausgetragenen Europameisterschaft. Die slowenische Mannschaft konnte sich erst einmal für die Endrunde qualifiziere, schied dort aber nach den Gruppenspielen aus.

## Teilnahme an U-19-Europameisterschaften
- 2002: nicht qualifiziert
- 2003: nicht qualifiziert (in der 2. Runde gescheitert)
- 2004: nicht qualifiziert (in der 2. Runde gescheitert)
- 2005: nicht qualifiziert
- 2006: nicht qualifiziert (in der Eliterunde gescheitert)
- 2007: nicht qualifiziert (als viertschlechtester Gruppendritter die Eliterunde verpasst)
- 2008: nicht qualifiziert (als fünftschlechtester Gruppendritter die Eliterunde verpasst)
- 2009: Gruppenphase
- 2010: nicht qualifiziert
- 2011: nicht qualifiziert  (als viertschlechtester Gruppendritter die Eliterunde verpasst)
- 2012: nicht qualifiziert (in der Eliterunde gescheitert)
- 2013: nicht qualifiziert
- 2014: nicht qualifiziert (als siebtschlechtester/bester Gruppendritter die Eliterunde verpasst)
- 2015: nicht qualifiziert
- 2016: nicht qualifiziert (in der Eliterunde gescheitert)
- 2017: nicht qualifiziert  (als fünftbester Gruppendritter die Eliterunde verpasst)
- 2018: nicht qualifiziert
- 2019: nicht qualifiziert (in der Eliterunde gescheitert)
- 2020: Meisterschaft wegen COVID-19-Pandemie abgesagt (für die abgesagte Eliterunde qualifiziert)
- 2022: nicht qualifiziert

| Bilanz     | Bilanz | Bilanz | Bilanz | Bilanz      | Bilanz | Bilanz    | Bilanz       |
| Runde      | Spiele | Siege  | Remis  | Niederlagen | Tore   | Gegentore | Tordifferenz |
| ---------- | ------ | ------ | ------ | ----------- | ------ | --------- | ------------ |
| 1. Runde   | 60     | 23     | 13     | 24          | 108    | 086       | 022          |
| Eliterunde | 21     | 07     | 04     | 10          | 023    | 035       | −12          |
| Endrunde   | 03     | 0      | 01     | 02          | 002    | 009       | 0−7          |
| Gesamt     | 84     | 30     | 18     | 36          | 133    | 130       | 003          |